# Forever King

Forever King.

Forever King é uma mixtape lançada pelo rapper americano 50 Cent, ele a disponibilizou para download. A mixtape conta com doze canções, e em todas as canções ele homenageia o cantor Michael Jackson, já falecido.

## Faixas
1. "I'm Paranoid"
2. "Respect It Or Check It"
3. "Suicide Watch"
4. "Things We Do"
5. "Get The Money"
6. "Funny How Time Flies"
7. "If U Leaving,Then Leave"
8. "Dreaming"
9. "Michael Jackson Freestyle"
10. "London Girl Pt2"
11. "Toch Me"
12. "Put That Work In"